# انعدام اللسان
انعدام اللسان أو غيبة اللسان (بالإنجليزية: Aglossia)‏ هو عيب خلقي يؤدي إلى تطور جزئي أو غياب كامل للسان، يرتبط انعدام اللسان بالعيوب القحفية الوجهية وعيوب الأطراف (متلازمة نقص الأصابع) ويعتقد أنه ينتمي إلى عائلة متلازمة نقص تكون الأطراف والفك والفم (بالإنجليزية: oromandibular limb hypogenesis syndrome or OLHS)‏، ويعتقد أن سبب ذلك هو اضطراب الأوعية الدموية الناجم عن الحرارة قرب الأسبوع الرابع من التطور الجنيني، تم الإبلاغ عن أول حالة معروفة في أوائل القرن الثامن عشر من قبل أحد أفراد عائلة دي جيزيو البارزة في فرنسا ولا تزال الحالات حتى يومنا هذا نادرة.